# 12. Turniej Czterech Skoczni
12. Turniej Czterech Skoczni rozgrywany był od 29 grudnia 1963 do 6 stycznia 1964.
Turniej wygrał  Veikko Kankkonen.

## Oberstdorf
Data: 29 grudnia 1963

Państwo:  RFN

Skocznia: Schattenbergschanze

### Wyniki konkursu
| Poz. | Imię i nazwisko     | Narodowość        | Punkty |
| ---- | ------------------- | ----------------- | ------ |
| 1.   | Torbjørn Yggeseth   | Norwegia          | 220,7  |
| 2.   | Antero Immonen      | Finlandia         | 216,5  |
| 3.   | Piotr Kowalenko     | ZSRR              | 213,2  |
| 4.   | Max Bolkart         | RFN               | 211,4  |
| 5.   | Hans Olav Sørensen  | Norwegia          | 209,0  |
| 6.   | Józef Przybyła      | Polska            | 208,8  |
| 7.   | John Balfanz        | Stany Zjednoczone | 208,6  |
| 8.   | Aleksandr Iwannikow | ZSRR              | 208,3  |
| 9.   | Koba Cakadze        | ZSRR              | 207,2  |
| 10.  | Georg Thoma         | RFN               | 206,7  |

## Garmisch-Partenkirchen
Data: 1 stycznia 1964

Państwo:  RFN

Skocznia: Große Olympiaschanze

### Wyniki konkursu
| Poz. | Imię i nazwisko     | Narodowość        | Punkty |
| ---- | ------------------- | ----------------- | ------ |
| 1.   | Veikko Kankkonen    | Finlandia         | 225,7  |
| 2.   | Niilo Halonen       | Finlandia         | 218,9  |
| 3.   | Józef Przybyła      | Polska            | 216,6  |
| 4.   | Ensio Hyytiä        | Finlandia         | 213,3  |
| 5.   | Gene Kotlarek       | Stany Zjednoczone | 210,7  |
| 6.   | Kurt Elimäe         | Szwecja           | 209,8  |
| 7.   | Piotr Kowalenko     | ZSRR              | 207,0  |
| 8.   | Antero Immonen      | Finlandia         | 206,7  |
| 9.   | Torbjørn Yggeseth   | Norwegia          | 205,2  |
| 10.  | Aleksandr Iwannikow | ZSRR              | 203,1  |

## Innsbruck
Data: 3 stycznia 1964

Państwo:  Austria

Skocznia: Bergisel

### Wyniki konkursu
| Poz. | Imię i nazwisko     | Narodowość        | Punkty |
| ---- | ------------------- | ----------------- | ------ |
| 1.   | Veikko Kankkonen    | Finlandia         | 228,5  |
| 2.   | Aleksandr Iwannikow | ZSRR              | 222,0  |
| 3.   | Józef Przybyła      | Polska            | 221,7  |
| 4.   | Niilo Halonen       | Finlandia         | 220,5  |
| 5.   | John Balfanz        | Stany Zjednoczone | 217,8  |
| 6.   | Baldur Preiml       | Austria           | 215,5  |
| 7.   | Helmut Recknagel    | NRD               | 213,0  |
| 8.   | Antero Immonen      | Finlandia         | 212,6  |
| 9.   | Nikołaj Szamow      | ZSRR              | 212,1  |
| 10.  | Hans Olav Sørensen  | Norwegia          | 210,5  |

## Bischofshofen
Data: 6 stycznia 1964

Państwo:  Austria

Skocznia: Paul-Ausserleitner-Schanze

### Wyniki konkursu
| Poz. | Imię i nazwisko   | Narodowość     | Punkty |
| ---- | ----------------- | -------------- | ------ |
| 1.   | Baldur Preiml     | Austria        | 232,9  |
| 2.   | Veikko Kankkonen  | Finlandia      | 218,7  |
| 3.   | Torbjørn Yggeseth | Norwegia       | 218,1  |
| 3.   | Helmut Recknagel  | NRD            | 218,1  |
| 5.   | Dalibor Motejlek  | Czechosłowacja | 217,1  |
| 6.   | Otto Leodolter    | Austria        | 215,3  |
| 7.   | Borys Nikołajew   | ZSRR           | 210,2  |
| 8.   | Ole Tom Nord      | Norwegia       | 209,7  |
| 9.   | Nikołaj Szamow    | ZSRR           | 207,8  |
| 10.  | Andrzej Sztolf    | Polska         | 207,2  |

## Klasyfikacja generalna
| Poz. | Skoczek             | Kraj              | Punkty |
| ---- | ------------------- | ----------------- | ------ |
| 1.   | Veikko Kankkonen    | Finlandia         | 867,2  |
| 2.   | Torbjørn Yggeseth   | Norwegia          | 851,6  |
| 3.   | Baldur Preiml       | Austria           | 839,2  |
| 4.   | Aleksandr Iwannikow | ZSRR              | 837,0  |
| 5.   | Antero Immonen      | Finlandia         | 836,0  |
| 6.   | Piotr Kowalenko     | ZSRR              | 830,2  |
| 7.   | Józef Przybyła      | Polska            | 828,2  |
| 8.   | John Balfanz        | Stany Zjednoczone | 825,0  |
| 9.   | Ensio Hyytiä        | Finlandia         | 820,4  |
| 10.  | Hans Olav Sørensen  | Norwegia          | 816,3  |